# Anatoile de Salins
Pour les articles homonymes, voir Anatole.
Anatoile  est un ermite chrétien du IIIe siècle, ayant vécu près de Salins-les-Bains, dans le Jura, et connu pour son miracle des eaux salées. Il est fêté le 3 février.

## Patronage
Saint Anatoile est le saint patron de la ville de Salins-les-Bains.

## Œuvres inspirées par Anatole
Trois tapisseries de la vie de saint Anatoile sont conservées au Louvre, une des trois est exposée actuellement. Elles sont issues d'une série de quatorze pièces réalisées en laine et en soie entre 1502 et 1506 à l'atelier de Jean Sauvage, à Bruges. Toutes ont été détruites à la Révolution, excepté Le miracle de l'eau, Les funérailles de saint Anatoile et Louis XI levant le siège de Dole en 1477. À noter qu'une salle d'exposition voisine porte le nom d'Anatoile.